# Peramelidae
Họ Perarsidae là một họ thú có túi gồm tất cả các loài bandicoot còn sinh tồn. Chúng được tìm thấy trên khắp Úc và New Guinea, với ít nhất một số loài sống ở mọi môi trường sống có sẵn, từ rừng nhiệt đới đến sa mạc. Bốn loài hóa thạch được mô tả. Một loài tuyệt chủng được biết đến là bandicoot chân lợn, đã rất khác biệt so với các loài khác đến mức gần đây nó đã được xếp vào một họ riêng. Họ này được Gray miêu tả năm 1825.

## Nét đặc trưng
Các loài họ này là những loài thú có túi nhỏ, có kích thước từ bandicoot chuột (dài 15-17,5 cm), đến bandicoot khổng lồ (dài 39–56 cm và nặng 4,7 kg), có kích thước tương đương một con thỏ. Chúng có các chi và đuôi ngắn, tai giống như tai chuột nhỏ, mõm dài và nhọn.
Chúng là loài ăn tạp, với động vật không xương sống sống trong đất tạo thành phần chính trong chế độ ăn uống của chúng. Chúng cũng ăn hạt, trái cây và nấm. Răng của chúng tương ứng không có gì chuyên biệt, với đa số các loài có công thức răng hàm là:{\displaystyle {\tfrac {5.1.3.4}{3.1.3.4}}}
Con cái có một cái túi mở ra phía sau chứa tám núm vú. Do đó, số lượng lứa con tối đa của chúng là tám, vì thú có túi non được gắn liền với núm vú trong quá trình phát triển, mặc dù hai đến bốn con mỗi lứa là một con số điển hình hơn. Thời gian mang thai của chúng là ngắn nhất so với các động vật có vú khác, chỉ 12,5 ngày, con non được cai sữa khi được khoảng hai tháng tuổi, và đạt đến sự trưởng thành về mặt tình dục chỉ sau ba tháng. Điều này cho phép con cái sinh nhiều hơn một lứa mỗi mùa sinh sản, và cũng cho các loài họ này tỷ lệ sinh sản cao bất thường so với các loài thú có túi khác.

## Phân loại
Họ Peramelidae
- Phân họ Peramelinae
  - Chi Crash†[3]
    - Bandicoot crash† (hóa thạch)[4]

  - Chi Isoodon: bandicoot mũi ngắn
    - Bandicoot vàng, Isoodon auratus
    - Bandicoot nâu phía Bắc, Isoodon macrourus
    - Bandicoot nâu phía Nam, Isoodon obesulus

  - Chi Perameles: bandicoot mũi dài
    - Bandicoot lông sọc phía Tây, Perameles bougainville
    - Bandicoot lông sọc phía Đông, Perameles gunnii
    - Bandicoot mũi dài, Perameles nasuta
    - Bandicoot sa mạc, Perameles eremiana† (tuyệt chủng)
    - Perameles allinghamensis† (hóa thạch)
    - Perameles bowensis† (hóa thạch)
    - Perameles sobbei† (hóa thạch)
- Phân họ Peroryctinae
  - Chi Peroryctes: bandicoot mũi dài New Guinean
    - Bandicoot khổng lồ, Peroryctes broadbenti
    - Bandicoot Raffray, Peroryctes raffrayana
    - cf. Peroryctes tedfordi† (hóa thạch)
    - cf. Peroryctes sp.† (hóa thạch)
- Phân họ Echymiperinae
  - Chi Echymipera: bandicoot có gai New Guinea
    - Bandicoot có gai mũi dài, Echymipera rufescens
    - Bandicoot có gai Clara, Echymipera clara
    - Bandicoot có gai Menzies, Echymipera echinista
    - Bandicoot có gai thông thường, Echymipera kalubu
    - Bandicoot có gai David, Echymipera davidi

  - Chi Microperoryctes: bandicoot chuột New Guinea
    - Bandicoot chuột, Microperoryctes murina
    - Bandicoot sọc phía Đông, Microperoryctes ornata
    - Bandicoot sọc phía Đông, Microperoryctes longicauda
    - Bandicoot lùn Arfak, Microperoryctes aplini
    - Bandicoot Papua, Microperoryctes papuensis

  - Chi Rhynchomeles
    - Bandicoot Seram, Rhynchomeles prattorum

## Hình ảnh

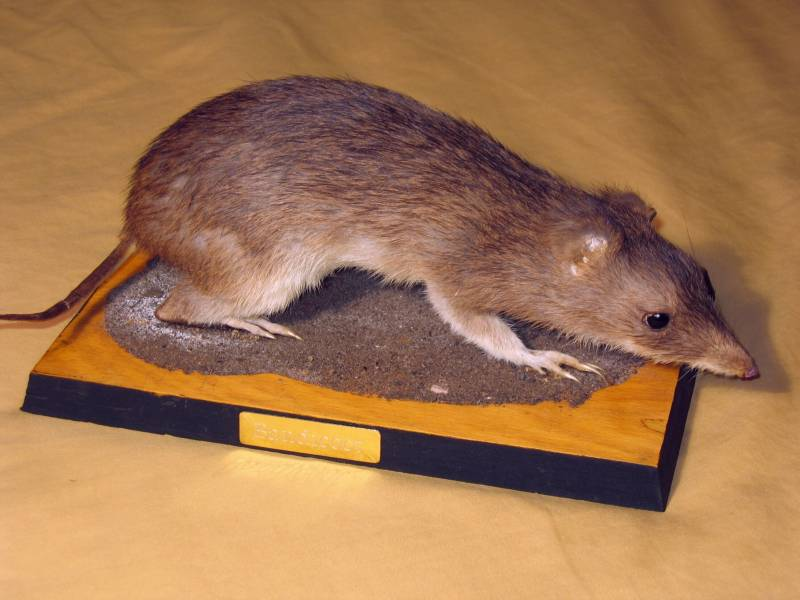
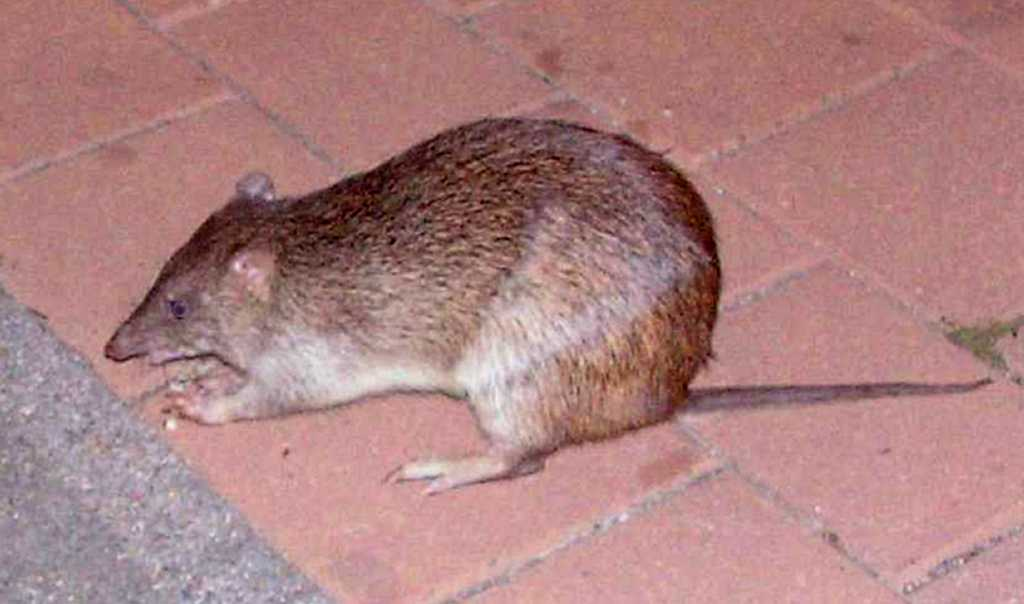